# Temporada 1973 del Campeonato de España de Rally
La temporada 1973 fue la edición 17.ª del Campeonato de España de Rally. El calendario estaba compuesto de dieciséis pruebas siendo el Rally Costa Brava, Rally Firestone y Rally de España puntuables también para el Campeonato de Europa de Rally.
Ese año se estrenó el campeonato de marcas y se celebró de manera paralela el Campeonato de España Femenino de Rallyes. El calendario estaba formado por nueve rondas de las que siete eran específicas y dos de ellas, Rally de España y Rally Cataluña eran compartidas. La ganadora fue Nuria Viñas.

## Calendario
El calendario contaba con dieciséis pruebas puntuables. Por primera vez el campeonato visitaba las Islas Canarias para celebrar el rally homónimo.
| N.º | Fecha                   | Rally                                               | Superficie     | Series |
| --- | ----------------------- | --------------------------------------------------- | -------------- | ------ |
| 1   | 10-11 de febrero        | 21.º Rally Costa Brava                              | Asfalto        | Europa |
| 2   | 24-25 de febrero        | 14.º Rally Vasco Navarro                            | Asfalto        |        |
| 3   | 4 de marzo              | 14.º Rally Fallas                                   | Asfalto        |        |
| 4   | 10-11 de marzo          | 3.º Critérium Montseny-Guilleries                   | Tierra         |        |
| 5   | 6-8 de abril            | 7.º Rally Firestone                                 | Asfalto        | Europa |
| 6   | 30 de abril - 1 de mayo | 5.º Rally Baix Ebre                                 | Asfalto        |        |
| 7   | 5-6 de mayo             | 5.º Rally 500 km Nocturnos de Alicante Bujías Bosch | Asfalto        |        |
| 8   | 30-31 de mayo           | 10.º Critérium Luis de Baviera                      | Asfalto        |        |
| 9   | 9-10 de junio           | 3.º Critérium de La Rioja                           | Asfalto        |        |
| 10  | 22-25 de junio          | 1.º Rally Islas Canarias                            | Asfalto/tierra |        |
| 11  | 9-11 de agosto          | 11.º Rallye a las Rías Bajas                        | Asfalto        |        |
| 12  | 19-22 de septiembre     | 5.º Rally Internacional del Sherry                  | Tierra         |        |
| 13  | 26-28 de octubre        | 21.º RACE Rallye de España                          | Asfalto        | Europa |
| 14  | 10-11 de noviembre      | 15.º Rally 2000 Virajes                             | Asfalto/tierra |        |
| 15  | 24-25 de noviembre      | 9.º Rally Cataluña-Rally de las Cavas               | Asfalto        |        |
| 16  | 8-9 de diciembre        | 10.º Rally Internacional Costa del Sol              | Asfalto        |        |

### Calendario campeonato femenino
| N.º | Fecha              | Rally                             |
| --- | ------------------ | --------------------------------- |
| 1   | 25 de febrero      | 5.º Rally Femenino Saibil         |
| 2   | 10 de marzo        | 6.º Rally Femenino Siasa          |
| 3   | 24 de marzo        | 2.º Rally Femenino de Primavera   |
| 4   | 31 de marzo        | 2.º Rally Femenino de Tenerife    |
| 5   | 29 de abril        | 4.º Rally Femenino Espejo del Mar |
| 6   | 20 de mayo         | Rally Femenino Guipúzcoa          |
| 7   | 27 de mayo         | 2.º Rally Femenino Montserrat     |
| 8   | 26-28 de octubre   | 21.er Rallye de España            |
| 9   | 24-25 de noviembre | 9.º Rallye Cataluña               |

## Equipos
| Equipo                | Vehículo           | Piloto              | Copiloto              | Rondas              |
| Equipos oficiales     | Equipos oficiales  | Equipos oficiales   | Equipos oficiales     | Equipos oficiales   |
| --------------------- | ------------------ | ------------------- | --------------------- | ------------------- |
| SEAT                  | SEAT 124 SEAT 1430 | Jorge Bäbler        | Ricardo Antolín       | 1-5, 7-9, 12-14, 16 |
| SEAT                  | SEAT 124 SEAT 1430 | Antonio Zanini      | Ricardo Antolín       | 15                  |
| SEAT                  | SEAT 124 SEAT 1430 | Antonio Zanini      | Eduardo Martínez Adam | 2                   |
| SEAT                  | SEAT 124 SEAT 1430 | Antonio Zanini      | "Tico"                | 3-4                 |
| SEAT                  | SEAT 124 SEAT 1430 | Antonio Zanini      | Jordi Sabater         | 5, 8-9, 13          |
| SEAT                  | SEAT 124 SEAT 1430 | Antonio Zanini      | José María Mónaco     | 14                  |
| SEAT                  | SEAT 124 SEAT 1430 | Salvador Cañellas   | Daniel Ferrater       | 1-5, 7-9, 13-16     |
| Equipos privados      |                    |                     |                       |                     |
|                       | SEAT 124-1600      | Juan Carlos Pradera | Ricardo Comyn         | 5, 7, 11-13, 15-16  |
| Escudería Ourense     | SEAT 1430          | Antonio Blanco      | Miguel Moreira        | 3                   |
| Escudería Ourense     | SEAT 1430          | Antonio Blanco      | Alejandro de la Serna | 5                   |
| Escudería Ourense     | SEAT 1430          | Antonio Blanco      | Varios                | 8, 13, 16           |
| Escudería Costa Brava | SEAT 1430-1600     | Salvador Serviá     | Montserrat Imbers     | 14                  |
| Escudería Costa Brava | SEAT 1430-1600     | Salvador Serviá     | Massanas              | 15                  |
| Escudería Costa Brava | SEAT 1430          | Manuel Juncosa      | Artemio Eche          | 1, 4, 15            |
| Escudería Costa Brava | SEAT 1430          | Manuel Juncosa      | Víctor Sabater        | 3                   |
| Escudería Costa Brava | SEAT 1430          | Manuel Juncosa      | José Adell            | 16                  |

## Resultados

### Campeonato de pilotos
| 1.  | Jorge Bäbler            | Ret | 1   | 1   | Ret | Ret |   | 1   | 1   | 1   |  |   | Ret | 1   | Ret |    | Ret | 524,4 |
| 2.  | Antonio Zanini          |     | 4   | Ret | 14  | 6   |   | Ret | 2   | 2   |  |   | Ret | 5   | 2   |    | DNS | 409,8 |
| 3.  | Juan Carlos Pradera     |     |     |     |     | Ret |   | 4   |     |     |  | 3 | Ret | 6   |     | 7  | 1   | 286   |
| 4.  | Salvador Cañellas       | Ret | 2   | Ret | 3   | Ret |   | 5   | 16  | Ret |  |   |     | Ret | Ret | 1  | Ret | 271,1 |
| 5.  | Antonio Blanco          |     |     | 9   |     | 5   |   |     | 14  |     |  |   |     | 13  |     |    | 18  | 267,2 |
| 6.  | Alberto Franquet        | Ret |     |     | 4   | Ret | 2 |     |     | 3   |  |   |     |     |     |    | 4   | 228   |
| 7.  | Enrique Palacios        |     |     |     |     |     | 8 |     |     |     |  |   |     |     | 5   |    | 8   | 220,4 |
| 8.  | Juan María Xiol         | 6   |     |     |     |     | 7 |     |     |     |  |   |     |     | 6   |    |     | 208   |
| 9.  | Salvador Serviá         |     |     |     |     |     |   |     |     |     |  |   |     |     | 1   | 6  |     | 198   |
| 10. | Javier Brugué           |     |     | 10  |     |     |   |     |     |     |  |   |     | 14  |     |    |     | 183,8 |
| 11. | Manuel Juncosa          |     |     | 2   | 6   |     |   |     |     |     |  |   |     |     |     | 10 | 6   | 180   |
| 12. | Estanislao Reverter     |     |     |     |     | Ret |   | 3   | Ret |     |  | 1 |     | 2   |     |    | Ret | 176,8 |
| 13. | Ricardo Muñoz           |     | Ret | Ret |     | Ret |   | 6   | Ret | 9   |  |   | 6   | Ret |     |    | 16  | 170   |
| 14. | José Marcos Sabater     |     |     |     | 9   |     | 4 |     |     |     |  |   |     |     |     |    |     | 163,6 |
| 15. | Ramón Serra             |     |     |     | 2   |     | 1 |     |     |     |  |   |     |     |     | 4  |     | 159   |
| 16. | Salvador Gisbert        |     |     |     |     |     |   |     |     | 10  |  |   |     |     | 8   |    |     | 146   |
| 17. | Juan de Cruylles        |     |     | 3   |     |     |   |     |     |     |  |   |     |     |     |    |     | 143   |
| 18. | Eugenio Ortiz           |     |     |     |     |     |   |     | 5   |     |  | 9 |     |     |     |    | 17  | 127   |
| 19. | Pedro Ramonet           |     |     |     |     |     |   |     |     |     |  |   |     |     |     |    |     | 123   |
| 20. | «Crady»                 |     |     |     |     |     |   |     |     |     |  |   | 9   | 7   |     | 9  | 3   | 109,2 |
| 21. | Juan M. Suárez          |     |     |     |     |     |   | 10  |     |     |  |   |     |     |     |    |     | 107   |
|     | Hasta 201 clasificados. |     |     |     |     |     |   |     |     |     |  |   |     |     |     |    |     |       |

### Campeonato de marcas
| Pos. | Marca            | Puntos |
| ---- | ---------------- | ------ |
| 1    | SEAT             | 702    |
| 2    | Chrysler España  | 182    |
| 3    | FASA-Renault     | 104    |
| 4    | Leyland Authi    | 48     |
| 5    | Citroën Hispania | 12     |

### Campeonato de copilotos
| 1 | Ricardo Antolín         | 176,4 |
| 2 | Daniel Ferrater         | 69    |
| 3 | Antonio Reverter        | 61,6  |
| 4 | Jorge Chi               | 54    |
| 5 | Ricardo Comin           | 50    |
| 6 | Jordi Sabater           | 42,4  |
| 7 | Federico Van Der Hoeven | 39,2  |
| 8 | Montserrat Imbers       | 36    |
| 9 | Juan Manuel Blanco      | 28    |
|   | Hasta 37 clasificados.  |       |

### Campeonato de España Femenino de Rallyes
| 1 | Nuria Viñas            | 75   |
| 2 | Marisol Rodríguez Mesa | 54   |
| 3 | Rosario Sánchez        | 44   |
| 4 | María Jesús Acha       | 41,5 |
| 5 | María Julia Aragón     | 28   |
| 6 | Encarnación Herrera    | 12   |
|   | Hasta 39 clasificadas. |      |

### Desafío Simca
| Pos. | Piloto                 | Puntos |
| ---- | ---------------------- | ------ |
| 1.   | Juan Carlos Oñoro      | 762    |
| 2.   | M. Suárez              | 642    |
| 3.   | Juan Ignacio Canela    | 567,4  |
| 4.   | E. Ortiz               | 481,6  |
| 5.   | I. Pérez               | 436,6  |
| 6.   | P. Ramonet             | 430,4  |
| 7.   | S. Gisbert             | 415,4  |
| 8.   | A. Melero              | 342,2  |
| 9.   | Felipe Arteaga         | 310,6  |
| 10.  | C. Fernández           | 248,6  |
|      | Hasta 87 clasificados. |        |